# 蝙蝠俠對超人：正義曙光
《蝙蝠俠對超人：正義曙光》是一部於2016年上映的美國超級英雄電影，改編自DC漫畫旗下的兩位經典超級英雄角色蝙蝠俠和超人，本片為2013年電影《超人：鋼鐵英雄》的續集，由華納兄弟與拉特帕克-沙丘娱乐聯合製作，為DC擴展宇宙的第二部作品。本片由查克·史奈德執導，大衛·S·高耶與克里斯·泰瑞歐撰寫劇本，並由亨利·卡維爾、班·艾佛列克、艾美·亞當斯、傑西·艾森柏格、傑瑞米·艾朗、黛安·蓮恩、勞倫斯·費許朋、荷莉·杭特以及蓋兒·加朵主演。本片是史上首部超人與蝙蝠俠合作的電影，主要講述超人和蝙蝠俠兩位英雄在邪惡商人雷克斯·路瑟的誤導加上縱使之下展開了鬥爭，而電影裏也首次在大銀幕中介紹了其他正義聯盟的英雄，例如神力女超人、鋼骨、水行俠和閃電俠。
本片於2013年的聖地亞哥國際動漫展上對大眾宣布，在《超人：鋼鐵英雄》於2013年6月上映後，史奈德和高耶再次回歸參與製作，電影於2013年10月19日開始在東洛杉磯學院開拍，並額外在伊利諾州的芝加哥取景，於2014年12月拍攝完成。該片於2016年3月25日在美國上映（含2D、3D、4DX、胶片IMAX 2D、激光IMAX 2D、激光IMAX 3D、數位IMAX 3D）。
本片最終總票房收入為8.73億美元。電影上映後獲得了兩極的評價，主要批評敘事、剪輯和過於黑暗嚴肅的情節，但演員的表現、視覺效果和史詩感分別獲得了讚賞。

## 劇情
因為超人和薩德將軍之間的恩怨所引發的黑零事件過去十八個月，超人成為一名備受爭議的英雄，處於被支持者和反對者之間共同擠壓。億萬富翁布魯斯·韋恩化身「蝙蝠俠」守護高譚市近二十年，他因為在事件中損失大都會的韋恩企業分部和多名好友，開始將超人視為潛在威脅。身為超人的克拉克·肯特得知蝙蝠俠近年來“暴力執法”，也開始用《星球日報》記者職位來調查蝙蝠俠的身份。
露薏絲·蓮恩冒險到非洲採訪當地恐怖份子首領，直到現場突然被俄國軍火販安納托利·克亞傑夫血洗，首領挾持露薏絲做人質時被趕到的超人搭救。但超人卻背負殺死恐怖份子的罪名，一位當地婦女甚至到美國國會向參議員瓊·芬奇指出超人對她家鄉帶來的災害。克亞傑夫的僱主兼企業大亨雷克斯·路瑟，從薩德先前置於印度洋的世界引擎中尋獲唯一能夠傷害氪星人的礦物質「氪石」，包括得到薩德的遺體以及出入氪星偵察船舷的權利。正在調查非洲事件的布魯斯參加路瑟舉辦的派對，試圖偷取路瑟電腦主機的數據，但數據搜集儀器卻被神秘古董商黛安娜·普林斯偷走。
布魯斯試圖向黛安娜要回儀器，黛安娜說她只是想要回屬於她的一張照片後將儀器奉還。當布魯斯在蝙蝠洞中等待數據解析時，無意間掉進一個「末日世界」的幻象，他在那裡領導著反抗組織對抗變成“邪惡暴君”的超人。幻象隨後突然被一位時間旅行者打斷，他大聲告知布魯斯說露薏絲·蓮恩是遙遠未來的“關鍵”，敦促他要找出“其他人”後消失無蹤。布魯斯查看數據後發現路瑟針對氪石的研究，並得知路瑟正在搜尋隱藏在世界各處的超人類，當中就包括黛安娜，而一張1918年在比利時拍的照片中證明她是從古到今的不朽女戰神。
布魯斯駕駛蝙蝠車試圖從負責押送氪石至雷克斯企業途中將其搶走，但超人的介入導致他失敗。芬奇在國會舉辦一場針對超人行為的聽證會，但在會議時，一名指證超人犯行的證人華莱斯·基夫坐的輪椅底部的炸彈被引爆，會場所有人均被炸死。唯獨沒事的超人對沒發覺到炸彈而感到自責，隨後選擇自我放逐。布魯斯得知死於爆炸的華莱斯曾經是自己的員工，在黑零事件當天受傷至殘疾、失去所有家人、還婉拒公司所有資金補助。布魯斯因此決定不再繼續容忍，闖進雷克斯企業搶跑氪石，開始強健體能為決鬥作準備，造出一把裝載氪石粉末的榴彈發射器以及一根鑲上氪石的長矛。得知氪石被搶的路瑟走進氪星偵察船，開始學習其功能並閱讀將近十萬個外星世界的資訊。他命令克亞傑夫綁架瑪莎·肯特作人質，將露薏絲抓來後將她推下樓後將超人引出來。
路瑟向超人承認自己謀劃整件事，目的是為讓超人和蝙蝠俠對彼此產生敵意後玉石俱焚，命令他要在規定時間內殺死蝙蝠俠，不然瑪莎就會沒命。無從選擇的超人飛到對面高譚市的蝙蝠信號前，布魯斯身穿動力服護甲等待他。在對決中，超人因為吸入氪石元素而失去超能力，布魯斯剛要用氪石矛解決他，克拉克大喊自己是要「救瑪莎」。布魯斯由於兒時被殺的母親有著相同名字，一時亂了方寸而讓露薏絲趕來對他解釋一切。布魯斯瞬間領略到自己近年來違背正義的行為，覺醒之下開蝙蝠戰機、在管家阿福的幫助下，從克亞傑夫手中救出瑪莎。
走投無路的路瑟釋出由他自己的DNA和薩德屍體結合改造而哺育的氪星怪物「毀滅日」，其強大程度讓克拉克與布魯斯都無法匹敵，而美國總統下令發射的核彈甚至反助牠越變越強。但身穿戰甲的黛安娜出乎意料前來支援，加入戰局一起抵抗毀滅日。露薏絲試圖跑回之前的戰鬥地點取回氪石矛時不慎困在水下，克拉克折返救她並拿氪石矛衝向毀滅日，一擊刺穿牠的胸口，但毀滅日在臨死前同樣用骨頭刺穿克拉克的身體。兩者的同歸於盡結束戰鬥，露薏絲抱著克拉克的遺體痛哭，而布魯斯和黛安娜也默哀死去的戰友。
隨著露薏絲搜集的證據，路瑟被定罪入獄而被剃成光頭，蝙蝠俠親自現身在他的牢房以示警告。但路瑟還得意洋洋地聲言，超人之死會使世界容易受到更強大的外星威脅。大都會等世界各地開始紀念英勇犧牲的超人，克拉克·肯特被認定死在這場災難裡，其遺體被送回他的老家小鎮下葬。葬禮過後，瑪莎將克拉克打算送出的訂婚鑽戒交給露薏絲，而布魯斯則對黛安娜透露他計畫召集雷克斯文件中的其他超人類，最後組成一個超人類團隊以接替超人的使命拯救世界。眾人離開後，克拉克的棺材中突然傳出微弱心跳，棺材上的土粒也開始漂浮震動。

## 演員
| 演員                             | 角色                                                        | 備註 |
| 班·艾佛列克 Ben Affleck          | 「蝙蝠俠」布魯斯·韋恩 Batman / Bruce Wayne                  | 高譚市慈善家、億萬富翁、名流和花花公子，韋恩企業現任總裁。因在年幼時目睹雙親遭歹徒槍殺，使他成為私下會在晚上變裝打擊犯罪的義警英雄「蝙蝠俠」，同時也是罪犯們恐懼的存在。如今因為养子迪克·格雷森不幸身亡，作風於數年下來開始走向極端，對所有罪犯實施「私刑」。                                       |
| 亨利·卡維爾 Henry Cavill         | 「超人」凱·艾爾／克拉克·肯特 Superman / Kal-El / Clark Kent | 來自氪星的外星人，氪星在數世紀以來第一位自然生產的人，在氪星毀滅前被父母送往地球，從小被肯特夫婦收養並學習人類的生活型態，後來為了地球挺身而出、與薩德將軍戰鬥，因而成為「超人」。在黑零事件後成為大都會的守護者，以克拉克·肯特之名投靠於《星球日報》作為小記者，以方便打聽世界各地發生的重大事件。 |
| 艾美·亞當斯 Amy Adams            | 露薏絲·蓮恩 Lois Lane                                       | 《星球日報》的王牌女記者，不計代價追求真相，知道克拉克是超人並幫忙隱瞞。在黑零事件後成為克拉克的女友和同事。 |
| 傑西·艾森柏格 Jesse Eisenberg    | 亞歴山大·「雷克斯」·路瑟 Alexander "Lex" Luthor Jr.         | 雷克斯企業的第二代總裁，擁有崇高的地位、財富和天才級的智力。但性格怪癖、狂妄，處心積慮想打敗超人。 |
| 傑瑞米·艾朗 Jeremy Irons         | 阿福·潘尼沃斯 Alfred Pennyworth                             | 布魯斯的忠誠管家、心靈導師和最親密的朋友。 |
| 荷莉·杭特 Holly Hunter           | 瓊·芬奇 Sen. June Finch                                     | 美國民主黨的參議員，負責審理超人的案件。 |
| 黛安·蓮恩 Diane Lane             | 瑪莎·肯特 Martha Kent                                       | 克拉克的養母，一名充滿智慧的堅強女性。 |
| 勞倫斯·費許朋 Laurence Fishburne | 派瑞·懷特 Perry White                                       | 《星球日報》的主編，克拉克和露薏絲的上司。 |
| 蓋兒·加朵 Gal Gadot              | 「神力女超人」黛安娜·普林斯 Wonder Woman／Diana Prince      | 表面上是一位著名古董商，實際上是天神宙斯的女兒，來自天堂島的亞馬遜族公主，5000歲的半神。 |
| 凱藍·莫維 Callan Mulvey          | 安納托利·克亞傑夫 Anatoli Knyazev                           | 俄裔恐怖分子，性格冷血無情、殺人如麻，為雷克斯賣命。 |
| 史考特·麥奈利 Scoot McNairy      | 華萊斯·基夫 Wallace Keefe                                   | 韋恩企業大都會分部的前員工，在黑零事件中落下殘疾、家破人亡，因而怨恨超人並受雷克斯所利用。 |
| 岡本多绪 Tao Okamoto             | 梅西·葛雷夫絲 Mercy Graves                                  | 雷克斯企業的總裁秘書，在雷克斯身邊輔助的助理。 |

羅賓·阿特金·唐斯以動作捕捉方式演繹毀滅日，以薩德將軍遺體以及氪星科學技術所哺育出的強大生物兵器，由雷克斯創造出來對抗超人。
另外，演員亨利·藍尼克斯、麥可·夏儂和克莉絲汀娜·蕾恩則分別回歸飾演前作角色凱文·史旺威克將軍、薩德將軍與凱莉·法里斯。演員傑佛瑞·狄恩·摩根和蘿倫·科漢分別飾演湯瑪士·韋恩和瑪莎·韋恩此外，派翠克·威爾森在片中僅以聲音客串了美國總統，參議員派屈克·萊希也客串了一名參議員。而凱文·科斯納和卡拉·裘吉諾也分別回歸短暫飾演強納森·肯特和擔任飛船的凱洛配音。喬·蒙頓在當中飾演了賽拉斯·史東。邁克·卡西迪也短暫飾演了吉米·奧爾森。
雷·費雪、傑森·摩莫亞和伊薩·米勒也在片中分別客串了「鋼骨」維克多·史東、「水行俠」亞瑟·庫瑞與「閃電俠」貝瑞·艾倫。在戲院上映版中，吉娜·瑪隆飾演的角色為星辰實驗室科學家珍妮特·凱利柏恩則被刪減，僅收錄於R級終極版DVD和藍光中。

## 製作

### 發展

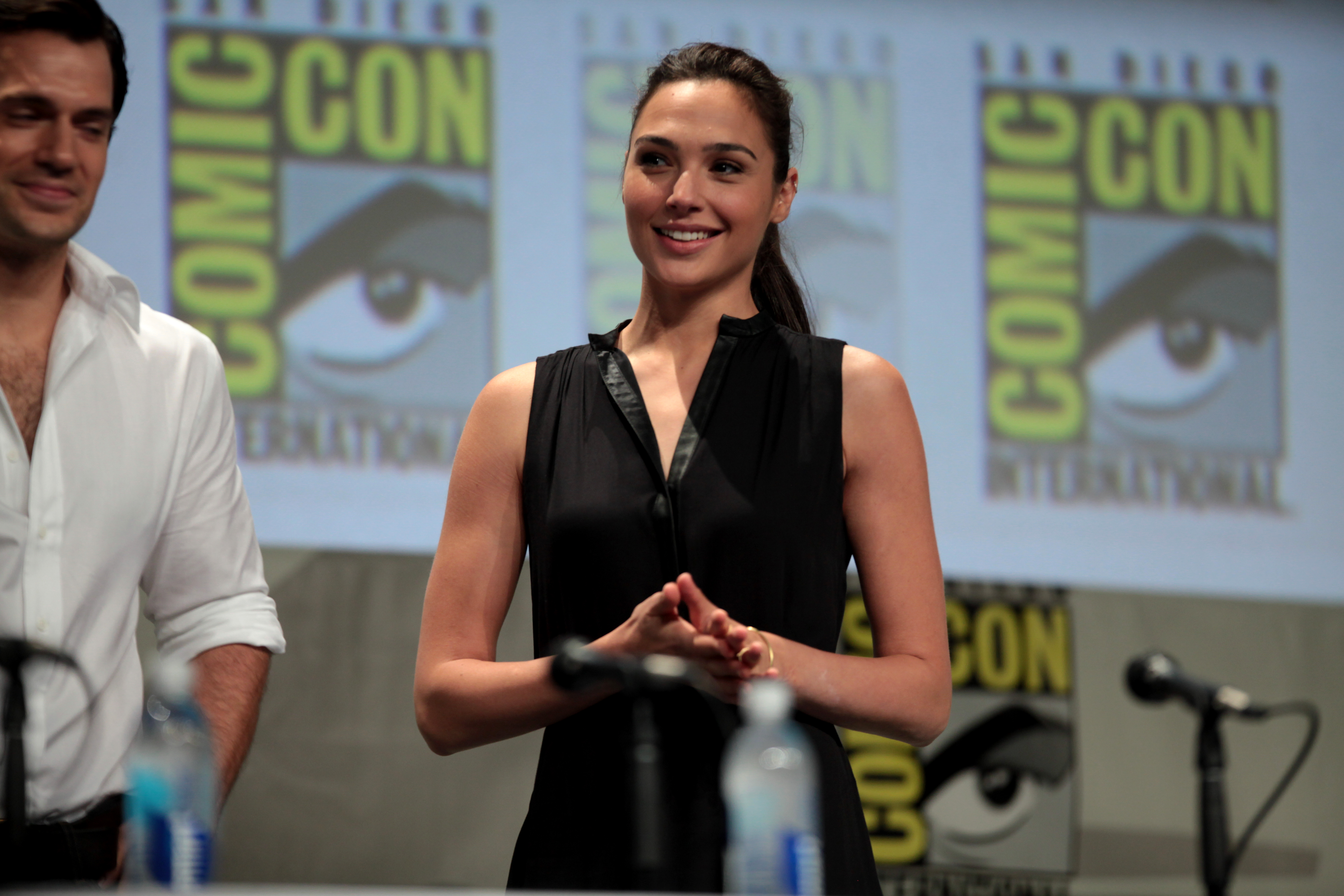
蓋兒·加朵在《蝙蝠俠對超人：正義曙光》中飾演黛安娜·普林斯／神力女超人。

2013年6月，宣布導演查克·史奈德和編劇大衛·S·高耶都會回歸參與《超人：鋼鐵英雄》的續集製作，之前高耶很快地和華納兄弟簽了幾份合約，其中包括《超人：鋼鐵英雄》、續集和正義聯盟的電影，此外也在考慮於2014年發行的電影。2013年7月，查克·史奈德在聖地亞哥國際動漫展上向大眾確定了在這2015年的續集中將會有蝙蝠俠加盟。高耶和史奈德將共同寫故事，並採用高耶編寫的劇本。克里斯多福·諾蘭則擔任參與監製顧問的角色。史奈德表示，這部電影的靈感將採用於漫畫《蝙蝠俠：黑暗騎士歸來》。然而，2013年11月，史奈德澄清，這部電影不會完全基於漫畫。「如果你要做到這一點，你需要一個不同的超人。我們把蝙蝠俠變成現在這個超人一起生活的相同宇宙」。本片也是神力女超人首次於大螢幕亮相的電影，在此之前，華納兄弟早於1996年在開發。2013年12月，《亞果出任務》的編劇克里斯·泰瑞歐被雇來改寫劇本，因為基於高耶還有其他工作項目要執行。官方電影正名《蝙蝠俠對超人：正義曙光》於2014年5月公布。史奈德說，標題中的「v」而不是「vs.」是为了避免太绝对「versus」的意思。《富比士》指出，雖然影片一開始被定為《超人：鋼鐵英雄》的續集，但後來被定為正義聯盟的前傳或蝙蝠俠的獨立電影。

### 選角

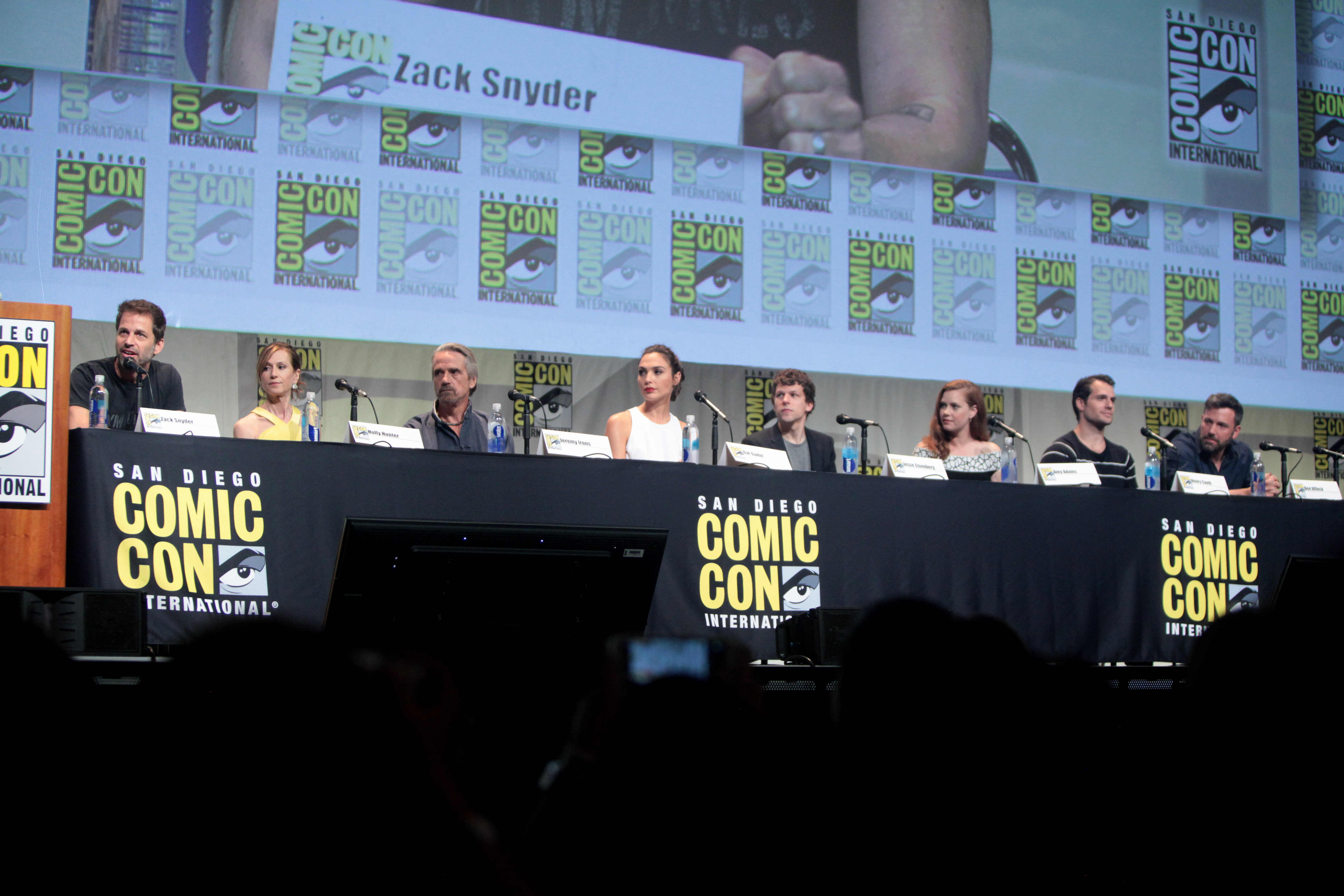
於2015年7月，在聖地亞哥國際動漫展的電影宣傳場，左起依序為導演查克·史奈德、荷莉·杭特、傑瑞米·艾朗、蓋兒·賈多特、傑西·艾森伯格、艾美·亞當斯、亨利·卡維爾和班·艾佛列克。

先前出演《超人：鋼鐵英雄》的主要演員亨利·卡維爾、艾美·亞當斯、黛安·蓮恩、勞倫斯·費許朋、亨利·藍尼克斯和克莉絲汀娜·蕾恩都將回歸。加入劇組的新演員有班·艾佛列克飾演蝙蝠俠、蓋兒·加朵飾演神力女超人、傑西·艾森柏格飾演雷克斯·路瑟、傑瑞米·艾朗飾演阿福·潘尼沃斯、雷·費雪飾演鋼骨、傑森·摩莫亞飾演水行俠、岡本多緒飾演梅西·格雷夫斯，史考特·麥奈利、凱藍·莫維和吉娜·瑪隆所分配的角色則直到電影上映後才透露。
《蝙蝠俠對超人：正義曙光》是班·艾佛列克第二次飾演超級英雄，第一次是在2003年的漫威電影《夜魔俠》。他本人最初是不願接受這個角色，覺得自己「『不』適合這個傳統象徵，但是一旦查克給了概念，這將是既不同於[[克里斯托弗·諾蘭和克里斯汀·貝爾所做的偉大電影，但仍符合傳統，這讓我很興奮」。在此之前，艾佛列克早於2006年表明自己搞砸過了一個超級英雄。在接受採訪時，導演查克·史奈德指出，「班是一個能夠和亨利的超人抗衡的有趣存在，他們有打鬥的戲份，以打造這成熟懂事、經驗豐富地打擊犯罪、長年下來傷痕累累的男人，作為克拉克·肯特的分層寫照，但保留了世界看得到億萬富翁布魯斯·韋恩的魅力」。諾蘭也參與了艾佛列克的塑造，男主角的選擇則由史奈德負責。喬許·布洛林曾經也是角色的討論人選之一。
史奈德評傑西·艾森柏格飾演路瑟：「有傑西的作用，能使我們探索有趣的動向，並採取角色的一些全新和意想不到的方向」。歐嘉·柯瑞蘭寇被認為是在加朵之前最有可能飾演神力女超人的演員。製作人查爾斯·羅文透露，神力女超人的背景起源故事將採用新52的版本，除了是半神外還是天神宙斯「以土捏出」的女兒，這有些偏離了角色原本（絕大多數）的起源。本片是雷·費雪的電影處女作和鋼骨首次登場於真人電影中，其作用在未來的DC漫畫電影將更為著重。電影同時也是水行俠首度現身於真人大螢幕上。2015年10月5日，據透露，艾森柏格飾演的角色實為雷克斯·路瑟的兒子小亞歷山大·「雷克斯」·路瑟。此訊息是透過小雷克斯·路瑟的Twitter帳號得知。在採訪中，路瑟被描述為「一個31歲的神童改造了老化的石油化工與重工業而成為500大高科技富翁之一，這有人稱作超人般的壯舉」。
根据艾森柏格接受采访时透露，在本片中出现的佐德将军的尸体情节中，并非由迈克尔·珊农本人饰演，而是采用了基于其本人的硅胶人形模型。

### 設計
2014年3月，服裝設計師麥可·威爾金森透露，他已參與了蝙蝠俠和神力女超人的服裝設計，且麥可還曾協助過超人的服裝。他透露，本片的超人衣裝有稍做調整，並不會和《超人：鋼鐵英雄》中的服裝一樣，以「確保」符合史奈德的電影世界觀。新的蝙蝠套裝是取自於法蘭克·米勒的漫畫書《蝙蝠俠：黑暗騎士歸來》中的概念，且和以往電影中的蝙蝠裝不同的是，服裝的材質是布而非盔甲。於2014年的聖地亞哥國際動漫展上已公布了神力女超人的服裝造型圖，明顯看出大多採用紅、金色調。而在動漫展上也向大眾釋出了另一款蝙蝠裝，和前套不同的是此為裝甲版。水行俠的造型以在史奈德的推特上發布，服裝造型和原作的金髮、橙色套裝相違，其造型有著毛利人風格的紋身，並穿著金色、黑色和銀色調的半身盔甲。2015年3月26日，史奈德又釋出了雷克斯的造型照，證實與漫畫中的光頭造型相同。本次的蝙蝠車由美術指導派翠克·塔克普洛斯設計，約20英尺長和12英尺寬。

### 拍攝
2013年9月，方賴瑞加盟劇組作為攝影師，先前她曾和查克·史奈德一起在《300壯士：斯巴達的逆襲》、《守護者》和《殺客同萌》工作過。首次拍攝於2013年10月19日，開始在東洛杉磯學院拍攝高譚大學與大都會州大之間的橄欖球賽。在月底，開始建造出現在《超人：鋼鐵英雄》中的肯特農場。主要拍攝於2014年5月19日在密西根州的底特律開始，本片的主要演員都將開始參與拍攝，而蓋兒·賈多特的個人特色場景於5月16日拍攝。2014年11月回到伊利諾伊州芝加哥拍攝大都會的場景。電影公司其他的拍攝地點包括約克維爾、密歇根州和新墨西哥州。全片主要使用35釐米膠卷攝影機拍攝，部分場景使用16毫米、65毫米膠片拍攝，而其中包括一個描述布魯斯·韋恩的父母被謀殺的場景是使用70毫米IMAX攝影機所拍攝。由於伊波拉病毒的影響，原本計畫在摩洛哥的拍攝改於新墨西哥州進行。電影已於2014年12月左右拍攝完成。

### 音樂
作曲家漢斯·季默也回歸為續集配樂，他強調不和諾蘭的蝙蝠俠電影重複使用同一個主題音樂是一個挑戰。而Junkie XL也將合作為蝙蝠俠主題配樂的工作。起初，季默只負責超人配樂的部分，但後來他還是和Junkie XL共同為蝙蝠俠的主題曲作曲。電影原聲帶由水塔音樂定於2016年3月18日開始發售。

## 發行
《蝙蝠俠對超人：正義曙光》於2016年4月29日在英國發行，而在美國則是於2016年3月25日以3D版上映。電影原來的發布日期為2015年7月17日，在2014年1月，宣布，這部電影的發布日期已經從原來2015年7月17日推遲到2016年5月6日，這是為了給製片人「有時間來充分實現他們的願景，考慮到複雜的視覺性故事」。2014年8月6日，再次宣布將提前於2016年3月25日上映，基於與漫威影业的《美國隊長3：英雄內戰》撞檔；華納兄弟公司內部人士表示，因為2016年是個「夢幻般的迴廊」，所以他們的這舉動是一「不退縮」的行為。
據《好萊塢報導》，華納兄弟考慮發行70釐米格式的電影。電影於2016年3月19日在墨西哥城的國立禮堂首映。在布魯塞爾因為發生了ISIS恐怖攻擊的影響，因此取消了當地的紅毯活動。

### 市場營銷

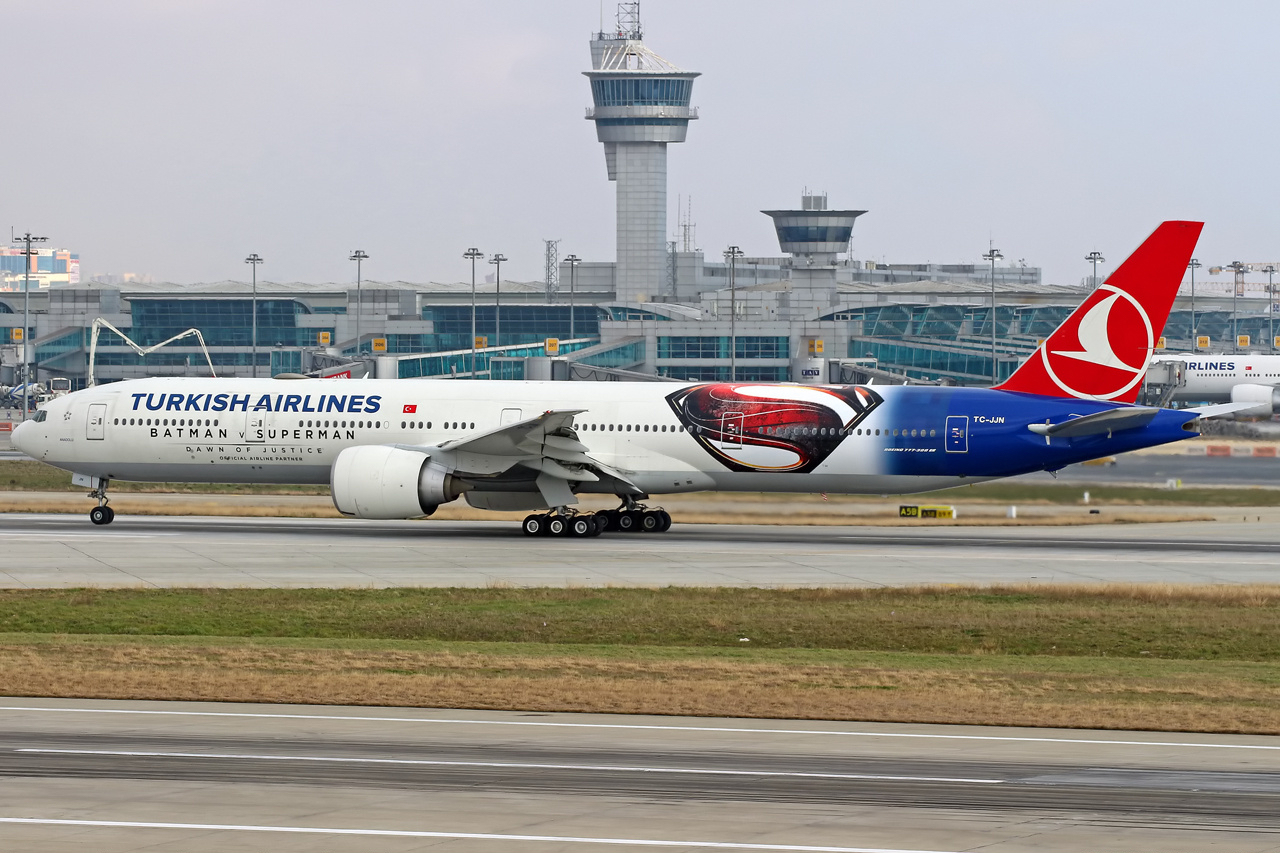
在阿塔圖克國際機場上，電影和土耳其航空合作的波音777宣傳機

查克·史奈德於2015年4月15日釋出了一段22秒的前導預告預覽片段，正式前導預告於4月20日在IMAX影院播放。但預告的側拍版於4月17日被流於網上。4月17日，首支正式預告於網上釋出。2015年7月11日，在聖地亞哥國際動漫展和網上釋出加長版預告。在2015年的國際授權展上，華納兄弟宣布，他們將會和美泰兒、樂高、Rubies、Thinkway Toys、Junkfood、Bioworld和匡威合作推出周邊商品。
2015年11月，Rocksteady Studios釋出了電影風格的蝙蝠裝和蝙蝠車的遊戲《蝙蝠俠：阿卡漢騎士》的追加下载内容。前傳書籍《蝙蝠俠對超人：正義曙光-交火》（Batman v Superman: Dawn of Justice – Cross Fire）於2016年2月由美國學樂教育集團出版。2015年12月3日，第三支預告在《吉米夜現場》上釋出，並獲得了廣大的迴響。此外，電影還和土耳其航空合作推出的波音777宣傳機。在电影上映后，华纳放出了与Google街景的合作：将本片中蝙蝠侠的蝙蝠洞基地和布鲁斯·韦恩的宅邸用Google的360°街景技术进行记录和还原供粉丝参观。

## 家庭DVD和藍光影碟
電影的藍光碟中還包括了「終極版」的加長內容。該版本被美國電影協會評為R級，這比戲院的PG-13版增加更多的暴力成份，且還會比戲院版的長30分鐘左右。藍光定於2016年7月16日正式發售，並同時推出PG-13和R級兩種版本。而數位版則於2016年6月28日發行。與戲院版相反，終極版發行後，頗受好評。主要被影評人認為，終極版比戲院版更加詳細描述了人物和劇情的補充，常被認為戲院版是因電影本身想描述的內容過多而被刪減；此外，影評人認為若換作是終極版在戲院上映，評價整體儘管不會改變太多，但仍可迎回一些粉絲的青睞。

### 終極版加長片段
- 非洲片段：露薏絲到達非洲前去採訪當地恐怖份子首領前，首先是遇見隨行的攝影師吉米·奧爾森，之後跟他上車、蒙住頭去會見首領。
- 調查蝙蝠俠片段：克拉克以記者名義走訪高譚市詢問關於蝙蝠俠的線索，並遇見他所抓捕、烙印的強姦犯的家屬。
- 蝙蝠烙印罪犯片段：電影一開始出現的被蝙蝠俠烙下印的罪犯—凱撒·桑托斯，露出烙印走進監獄才不久就被一名囚犯捅數刀死亡；但實際上，捅刀的囚犯是被安納托利所收買去暗殺他，而凱撒其實也是雷克斯作為棋子所陷害。
- 指證超人婦女片段：電影一開始指控超人摧毀她家鄉的黑人婦女，實際上是被雷克斯所收買而指控超人。但她最後感覺一直被人跟蹤後，加上良心不安而再次找上參議員芬奇供述事實，使芬奇決定開辦聽證會來澄清對超人的指控。然而之後，婦女不久後在地鐵站中被安納托利推下軌道喪生，而打算說出事實的芬奇也死在雷克斯策劃的國會爆炸裏。
- 國會爆炸片段：爆炸過去不久，超人在自我放逐前，曾經將一名傷者帶出大樓。
- 珍妮特·凱利柏恩片段：露薏絲為了幫超人澄清罪名，來到星辰實驗室會見女科學家珍妮特·凱利柏恩，讓她分析從非洲取得的子彈。而珍妮特告知她子彈是由鉛所構成，並交代華萊斯·基夫出席國會所坐的輪椅也是相同的元素構造，才讓超人無法看出裏面有炸彈。
- 華萊斯·基夫公寓片段：在華萊斯死後不久，露薏絲來到他的公寓調查，卻發現他的冰箱裏堆滿新鮮食物，由此發現他其實不知道自己會去送死。
- 荒原狼片段：超人死後，警方第一時間趕到氪星偵察船搜捕時，發現路瑟當時正在和一個操縱三個方格（英语：Mother Box）的神秘怪狀外星人投影交談。當投影瞬間消失後，雷克斯便被警方逮捕。該外星人身份為荒原狼，在漫畫裏是達克賽德的叔叔，天啟星的軍事指揮官。荒原狼後在《正義聯盟》裡現身，由希朗·漢德飾演。
- 雷克斯監禁片段：蝙蝠俠前來拜訪入獄的雷克斯時，警告他不准洩露自己的身份，並聲言他會想辦法將路瑟調至位於高譚市的阿卡漢精神病院，介紹自己在那裡的「朋友們」會好好“照顧”他。

## 迴響

### 評價
整體來說，《蝙蝠俠對超人：正義曙光》获得了影评人们普遍负面的评价。
在评论采编网站烂番茄上，该片在435篇评论中僅获得了29%的新鮮度，而平均评分为5/10。该网站上的影评共识写道：「《蝙蝠俠對超人：正義曙光》在一阵由特效驱动的动作形成的无情旋风中，闷熄了一个潜在的有力故事，以及一部分美国最具代表性的超级英雄。」"在为影评人的评论计算加权平均数的网站Metacritic上，根据51位影评人，该片获得了满分100分下44分的平均分，表示“混合或一般评价”。被影院评分网站调查的观众在从A+到F的分级中，给该影片打的平均分为"B"。该片获得了男性的"B–"评分，女性的"B"评分，25岁以下观众的"B"评分和25岁以上观众的"B–"评分。。主要批評敘事、剪輯和過於黑暗嚴肅的情節，但演員的表現、視覺效果和史詩感則獲得了讚賞。

### 票房
據美國和加拿大於2月29日的門票預售情況，分析師推測《蝙蝠俠對超人：正義曙光》能在首映週末獲得約1.2至1.4億美元的票房。然而，華納兄弟內部人士則保守地認為約1.1億美元左右。另一票房分析師表示，如果電影的聲勢能與《黑暗騎士：黎明昇起》打平的話，那首週末則可能獲得1.8億美元的票房。電影將會盡可能的廣泛發行，約4000間戲院以上。在國際市場上，預計會得到1.8至2億美元，其中中國會佔5000萬美元。但Deadline.com指出，這些數字都只是初期的預測，考慮到續集可能不會在大市場上獲得一致性口碑或是表現不佳的前傳。以全球範圍來估計，在30000的大銀幕上甚至可能獲得3至3.4億美元的首週末票房。後來，據預售票的銷售量超越了《黑暗騎士：黎明昇起》、《復仇者聯盟》和《玩命關頭7》。
在週四晚上，電影獲得了2770萬美元的票房，打破了2016年最高（《惡棍英雄：死侍》）和復活節週末試映最高（《玩命關頭7》）的紀錄，並成為所有英雄片中僅次於《黑暗騎士：黎明昇起》的第二高票房英雄片。其中360萬美元來自於IMAX放映廳，也為了復活節週末的新紀錄。首週末美國票房高達1.66億美元的佳績，位居當週冠軍，打破DC同家的《黑暗騎士：黎明昇起》（1.6億美元）的紀錄,而總計首週全球獲得了4.22億美元，成為史上第6高的全球首週票房。然而，本片的負面評價也影響到了後續的票房，在次週末美國票房大跌69%至僅餘5100萬美元後開始，《蝙蝠俠對超人：正義曙光》的全球票房就開始大幅度地滑落。最後，本片僅獲得8.73億美元的全球票房，達不到預期中的9~10億美元的目標，低於業界最初的預期。
台灣方面，首日票房近新台幣3000萬元；首週三天票房為新台幣1.1億元；次週票房破新台幣2億元；第三週票房累計至新台幣2.2億元；最終全台票房為新台幣2.34億元。
| 上一届： 《動物方城市》 | 2016年美國週末票房冠軍 第13-14周     | 下一届： 《甜心大姐頭》       |
| 上一届： 《疯狂动物城》 | 2016年中国内地一周票房冠军 第13-14周 | 下一届： 《火锅英雄》         |
| 上一届： 《動物方城市》 | 2016年台灣週末票房冠軍 第13-14周     | 下一届： 《狩獵者：凜冬之戰》 |
| 上一届： 《動物方城市》 | 2016年台北週末票房冠軍 第13-14周     | 下一届： 《狩獵者：凜冬之戰》 |
| 上一届： 《功夫熊貓3》  | 2016年香港週末票房冠軍 第13-14週     | 下一届： 《優獸大都會》       |

## 榮譽
| 獎項             | 類別                           | 得獎者                     | 結果 | 參考    |
| ---------------- | ------------------------------ | -------------------------- | ---- | ------- |
| 廣播影評人協會獎 | 最佳動作片女主角               | 蓋兒·加朵                  | 提名 | [ 117 ] |
| 青少年票選獎     | 電影票選獎：科幻／奇幻片       | 《蝙蝠俠對超人：正義曙光》 | 提名 | [ 118 ] |
| 青少年票選獎     | 電影票選獎：科幻／奇幻類男演員 | 班·艾佛列克                | 提名 | [ 118 ] |
| 青少年票選獎     | 電影票選獎：科幻／奇幻類男演員 | 亨利·卡維爾                | 提名 | [ 118 ] |
| 青少年票選獎     | 電影票選獎：科幻／奇幻類女演員 | 艾美·亞當斯                | 提名 | [ 118 ] |
| 青少年票選獎     | 電影票選獎：反派               | 傑西·艾森柏格              | 提名 | [ 118 ] |
| 青少年票選獎     | 電影票選獎：接吻場景           | 亨利·卡維爾 & 艾美·亞當斯  | 提名 | [ 118 ] |
| 青少年票選獎     | 電影票選獎：搶鏡演員           | 蓋兒·加朵                  | 提名 | [ 118 ] |
| 青少年票選獎     | 電影票選獎：突圍之星           | 蓋兒·加朵                  | 提名 | [ 118 ] |
| 全美民選獎       | 最喜愛動作類電影               | 《蝙蝠俠對超人：正義曙光》 | 待定 | [ 119 ] |
| 金酸莓獎         | 最差電影                       | 《蝙蝠俠對超人：正義曙光》 | 提名 |         |
| 金酸莓獎         | 最差導演                       | 查克·史奈德                | 提名 |         |
| 金酸莓獎         | 最差男主角                     | 班·艾佛列克                | 提名 |         |
| 金酸莓獎         | 最差男主角                     | 亨利·卡維爾                | 提名 |         |
| 金酸莓獎         | 最差男配角                     | 傑西·艾森柏格              | 獲獎 |         |
| 金酸莓獎         | 最差搭檔                       | 班·艾佛列克&亨利·卡維爾    | 獲獎 |         |
| 金酸莓獎         | 最差劇本                       | 克里斯·泰瑞歐、大衛·S·高耶 | 獲獎 |         |
| 金酸莓獎         | 最差前傳、重拍、惡搞及續集電影 | 《蝙蝠俠對超人：正義曙光》 | 獲獎 |         |

## 選角爭議
在電影前製階段，對於班·艾佛列克和蓋兒·加朵兩人扮演的角色明顯地獲得了粉絲的反彈。一個叫約翰·拉登的人建立了一個線上請願書，要求在演員中刪除艾佛列克，理由是「他的演技還無法接近作為一個能令人認同的布魯斯·韋恩」和「不夠足以成為令人生畏的蝙蝠俠」。已有超過5萬1000人簽署了這請願書，表示支持拉登。而蓋兒·加朵則被粉絲認為她和漫畫中神力女超人的健壯形象不符。加朵曾表示，她已經參加了各種培訓方案，以為了達到和原作相近的目標。作為反派雷克斯·路瑟的傑西·艾森柏格則也被認為他太過年輕，但反彈程度沒有艾佛列克和加朵那麼明顯。
2014年8月14日，艾佛列克接受《娛樂周刊》對他主演的電影《控制》做採訪時也順便回答了對於粉絲們批評他成為蝙蝠俠的議題，他表示自己已經為這角色積極地練了身體，而華納兄弟曾問他是否面臨粉絲們的批評仍要答應接演蝙蝠俠，而艾佛列克最後還是答應了；他認為大家都有表達自己意見的權利，也肯定地說：「如果我認定自己做不到那就不會這麼做了」。此外艾佛列克也認為克里斯·泰瑞歐寫的劇本相當地好。
2015年3月22日，加朵在以色列當地的訪談中，回應了所有批評自己的言論，她說：「不必害羞。他們都說我太瘦，胸部也太小了」；加朵認為，自己現在什麼都能承擔，儘管這是一個試煉她也必須接受。她強調自己對神力女超人所抱持的熱情，並說：「我不希望演一位落難女性，總是等別人來拯救。我不喜歡電影中的女性被塑造成受害者。我一直在想，如果自己可以傳遞出一個訊息，我希望能展現出女性堅強的一面，而她又是如何面對艱難的處境」。
然而這些批評在電影上映後都已平息，加朵、艾佛列克和艾森柏格的演出普遍獲得影評讚賞。

## 未來
《正義曙光》將加快了與其他DC角色共同的宇宙的組成。華納兄弟曾於2008年推出《正義聯盟》電影，由喬治·米勒擔任導演，但後來被取消，片商決定改重啟超人。《超人：鋼鐵英雄》在2012年6月完成後，華納兄弟聘請威爾·比爾為新的《正義聯盟》編劇。《超人：鋼鐵英雄》上映後貝歐的位子改為高耶，並在2014年4月，證實了繼《正義曙光》之後的下一個項目就是《正義聯盟》電影，並再由查克·史奈德執導，計劃於2017年上映。後來克里斯·泰瑞歐取代高耶作為編劇。演員卡維爾、艾佛列克、加朵、費雪和摩莫亞確認都將會回歸出演自己的角色。2014年10月，宣布史奈德執導的《正義聯盟》將分作上下兩集，下集於2019年推出。2016年3月，泰瑞歐透露，《正義聯盟》可能不會像《正義曙光》那樣的暗色調，而比喻《正義曙光》就像《星際大戰五部曲：帝國大反擊》一樣是三部曲中的第二集（始於《超人：鋼鐵英雄》，結束於《正義聯盟》）。

## 備註
1. ↑  依照DC擴展宇宙上映次序。

## 外部連結
- 互联网电影数据库（IMDb）上《蝙蝠俠對超人：正義曙光》的资料（英文）
- Box Office Mojo上《蝙蝠俠對超人：正義曙光》的資料（英文）
- 爛番茄上《蝙蝠俠對超人：正義曙光》的資料（英文）
- Metacritic上《蝙蝠俠對超人：正義曙光》的資料（英文）
- AllMovie上《蝙蝠俠對超人：正義曙光》的资料（英文）